# Gasthuis van Midyat
Het gasthuis van Midyat (Turks: Midyat Devlet Konukevi) is een historisch en cultureel gebouw gelegen in het pittoreske stadje Midyat, in de provincie Mardin, Turkije. Dit pension is een symbool van de rijke geschiedenis en gastvrijheid van de regio en tevens de drukst bezochte toeristische attractie van de stad. 

## Geschiedenis
Het pension in Midyat is in 1850 in opdracht van de prominente Aramese familie Shabo gebouwd op het hoogste punt van de stad. Belangrijke steenhouwers uit die tijd, waaronder Malke Brahem, Ilyas Meqsi Elyas en Gallo Zero, werkten aan de constructie van het gebouw. De architectuur van het gebouw weerspiegelt de kenmerkende stijl van de regio, met bewerkte stenen gevels en traditionele ornamenten uitgevoerd door Süleyman Gharibo. In 1930 is er een derde etage toegevoegd aan de pension door Ibrahim Shabo gedurende zijn termijn als burgemeester van Midyat. Na het ambtstermijn van Ibrahim Shabo is het gebouw geconfisqueerd door de Turkse staat. 
De toenmalige premier van Turkije, Adnan Menderes, wilde in Midyat een toespraak houden over het feit dat de stad een provincie zou worden en verzocht om de bouw van een balkon aan het gebouw. Vervolgens werd op de derde verdieping een balkon gebouwd, versierd met steengravuren. De toespraak werd echter niet gehouden vanwege de verslechterde gezondheidssituatie van Adnan Menderes.
Het pension, dat het symbool van Midyat is geworden, heeft tientallen lokale en buitenlandse series, films en televisieprogramma's gehost. Het gebouw werd uiteindelijk door de gemeente Midyat gerestaureerd in overeenstemming met zijn oorspronkelijke vorm.

## Toerisme
Het Midyat Konukevi trekt niet alleen toeristen uit Turkije, maar ook uit de hele wereld die geïnteresseerd zijn in de rijke geschiedenis en cultuur van de regio Tur Abdin. Het pension is een ideale uitvalsbasis om de historische bezienswaardigheden van Midyat en de omliggende regio te verkennen, waaronder oude kerken, kloosters en bazaars.